# Naturschutzgebiet Galgenberg / Auf dem Glindschen Grund

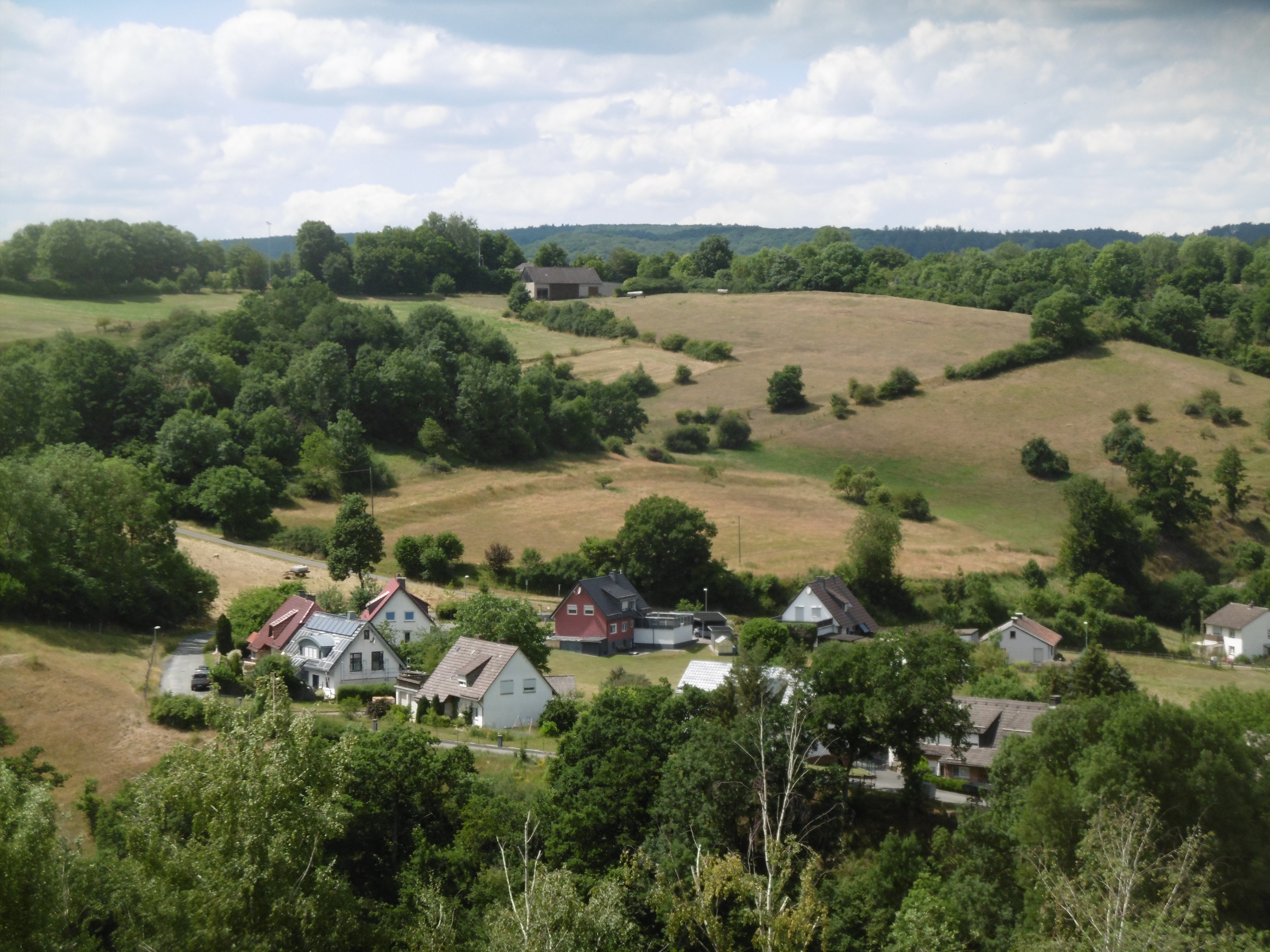
NSG Galgenberg / Auf dem Glindschen Grund im Hintergrund; vorne Häuser im Glindegrund

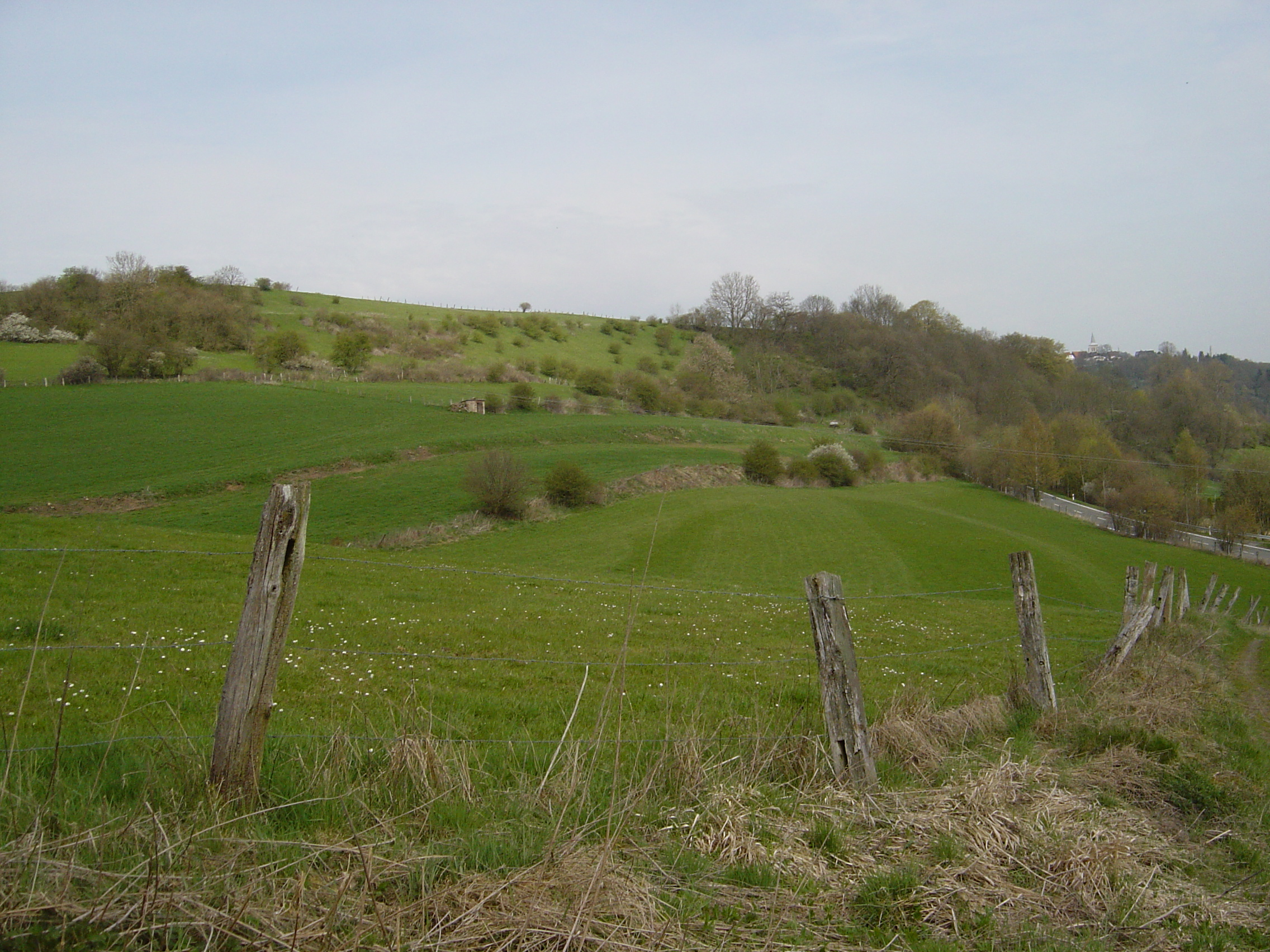
Heckreicher Bereich

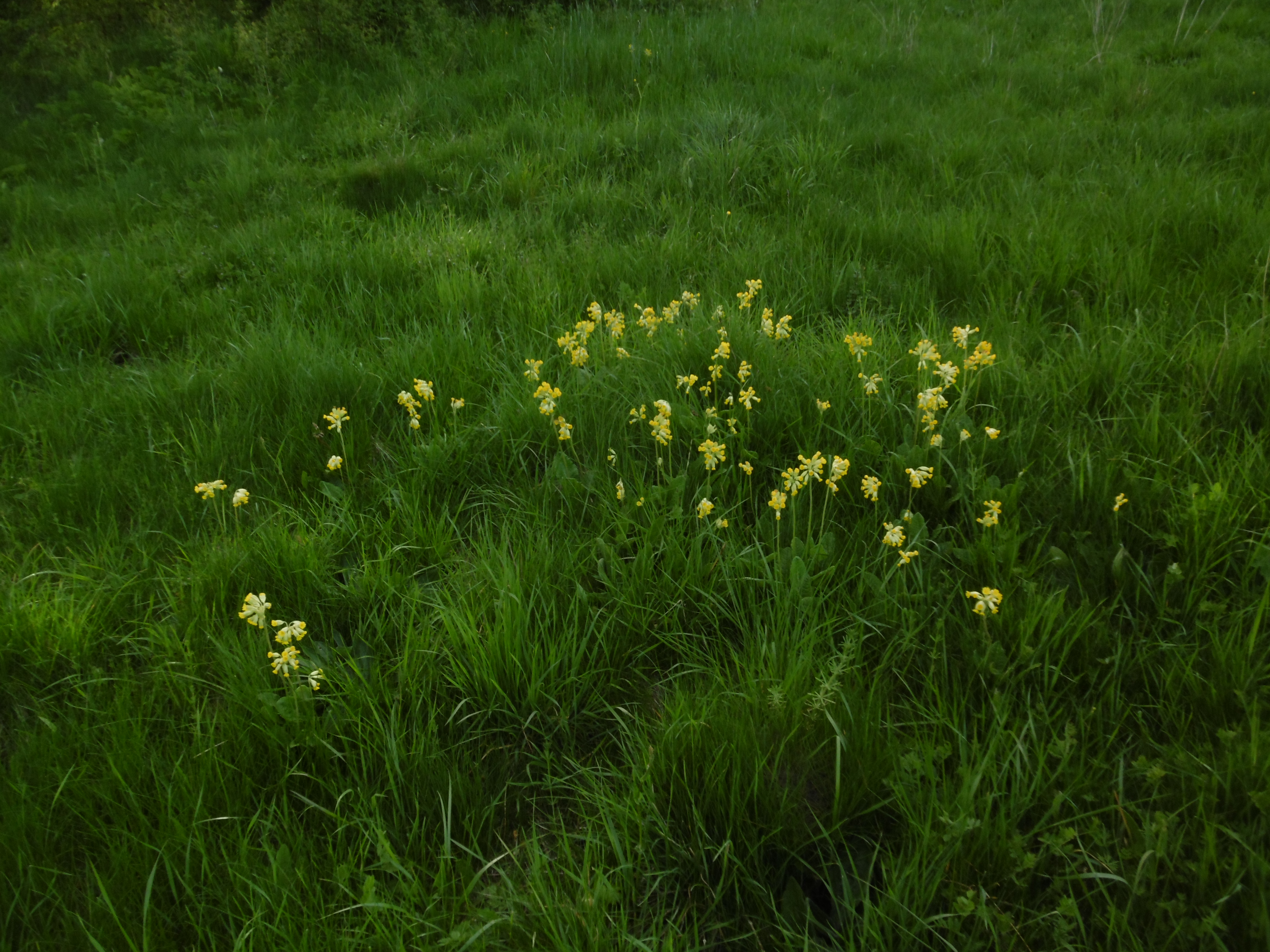
Echte Schlüsselblume im NSG

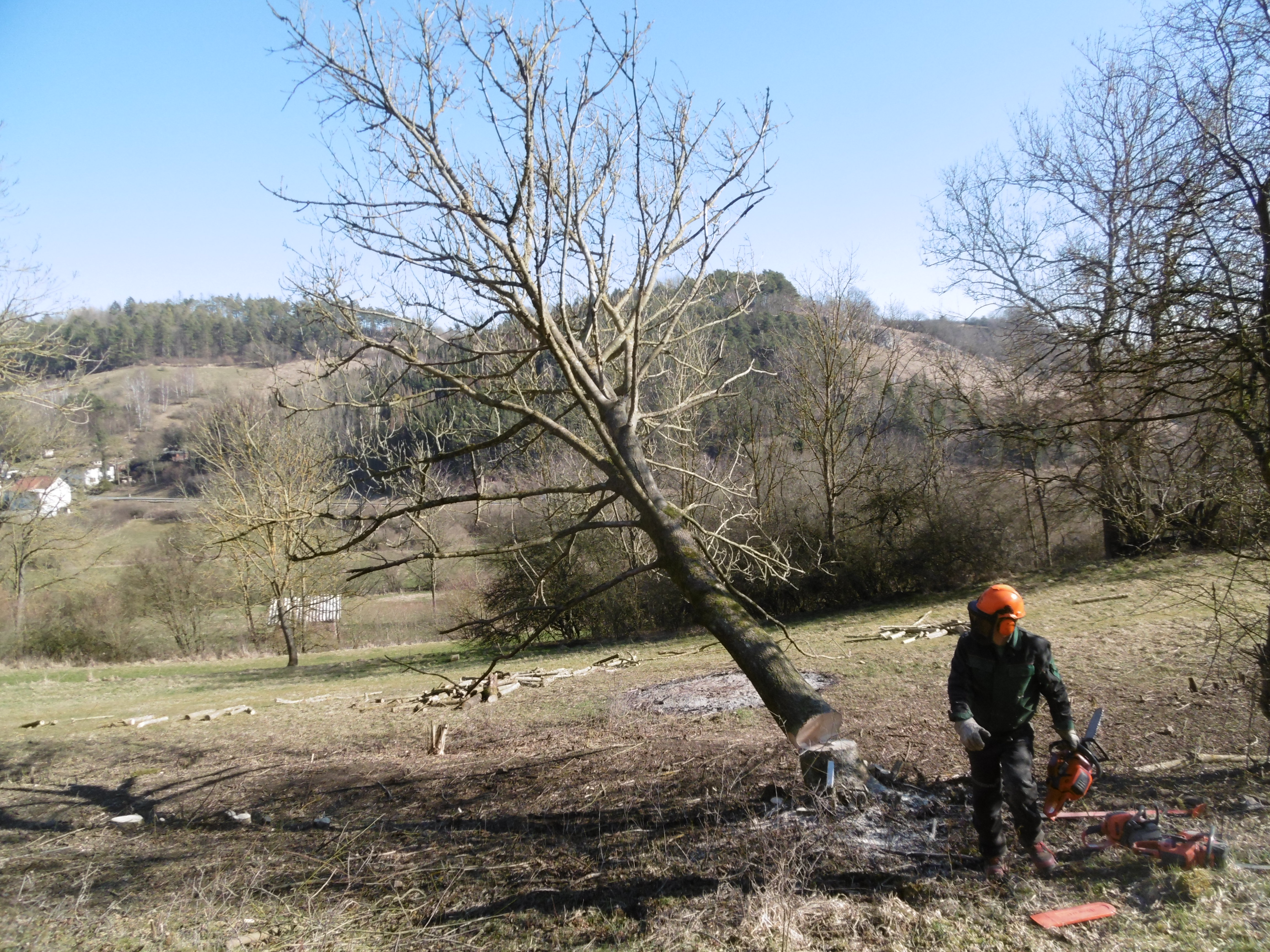
Baumfällung des Landschaftspflegetrupps der Biologischen Station Hochsauerlandkreis im NSG; um Offenland zu vergrößern

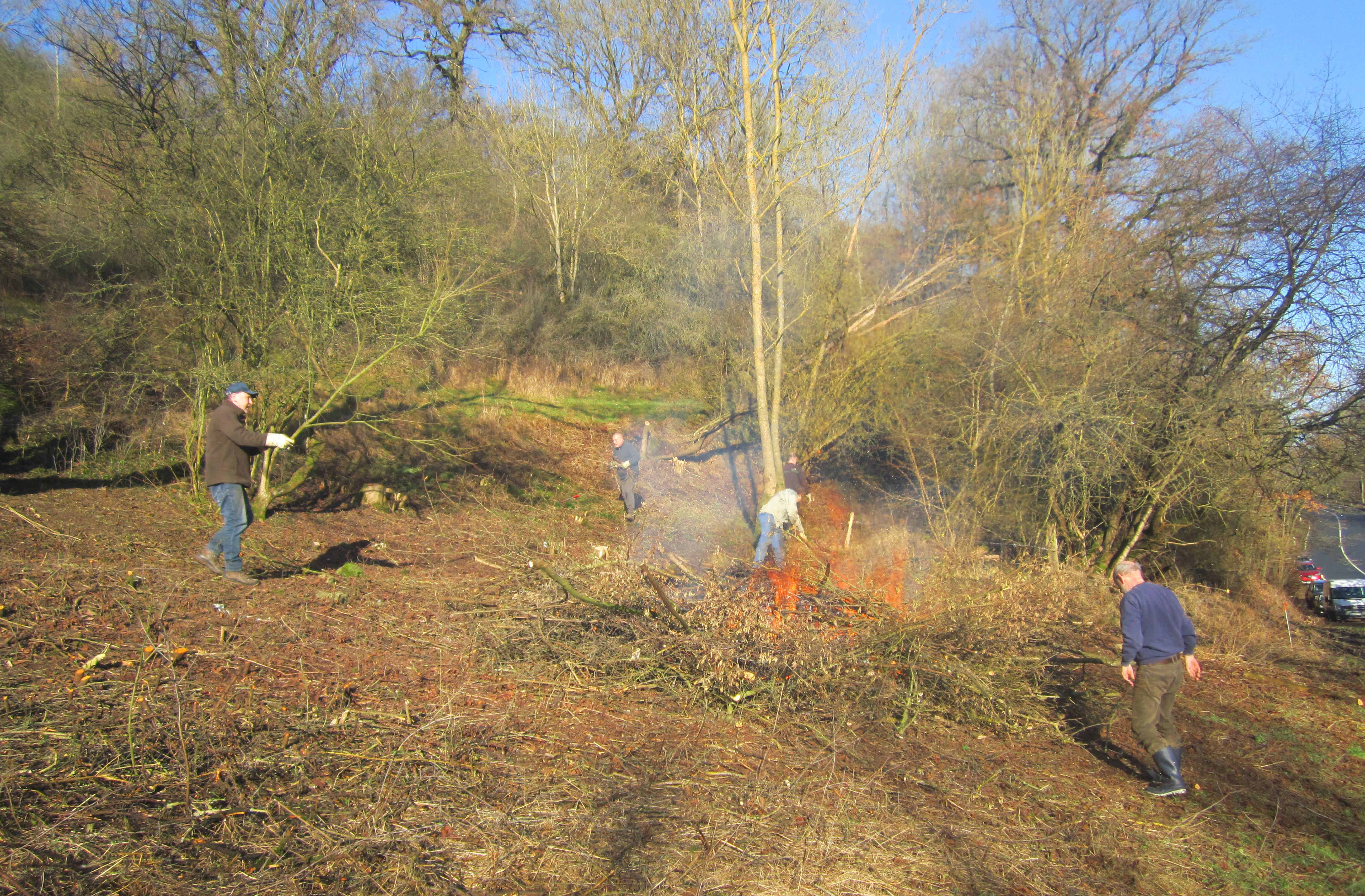
Arbeitseinsatz des Verein für Natur- und Vogelschutz im Hochsauerlandkreis im Bereich Auf dem Saunwege

Das Naturschutzgebiet Galgenberg / Auf dem Glindschen Grund liegt südöstlich von Obermarsberg im Stadtgebiet von Marsberg im Hochsauerlandkreis. Es wurde 2008 mit dem Landschaftsplan Marsberg als Naturschutzgebiets (NSG) ausgewiesen und ist 45,75 ha groß. Die K 65 verläuft teilweise im NSG. Östlich grenzt direkt das Naturschutzgebiet Glindetal an. Der Nordteil des NSG grenzt westlich an das Naturschutzgebiet Auf der Wiemecke, wobei beide Schutzgebiete teilweise nur durch die K 65 voneinander getrennt werden. Der mittlere bis südliche Bereich liegt im Westen direkt am Landschaftsschutzgebiet Freiflächen um Giershagen. Das NSG geht bis an den Rand der Bebauung von Obermarsberg. Das NSG gehört seit 2023 zum Vogelschutzgebiet Diemel- und Hoppecketal mit angrenzenden Wäldern.

## Beschreibung
Beim NSG handelt es sich um die Osthänge bis zur Hügelkuppe im Bereich des Galgenberges bis zum Schwarzenberg und um Bereiche vom Glindischen Grund. Das NSG besteht aus großflächigen, mageren Grünlandbereichen mit zahlreichen Hecken und Feldgehölzen. Im Grünland gibt es Magerweiden und Magerrasen. Das NSG wird durch Einzelbäume, Hecken und Feldgehölze aufgelockert. Die Hänge sind nordost- bis südostexponiert und weisen Neigungen zwischen 5 und 30 Grad auf. Im Gelände sind stellenweise alte Ackerterrassen erkennbar. Die regenarme Lage der Marsberger Hochfläche, die relative geringe Wasseraufnahme der anstehenden Kalkverwitterungsböden und eine überwiegend kleinteilige und extensive Grünlandnutzung haben hier zur Entstehung von mageren Grünlandgesellschaften geführt. Das Spektrum geht vom Intensivgrünland über artenreiche Magerweiden bis hin zu Magerrasen. Das NSG ist auch als Gesetzlich geschütztes Biotop nach § 30 BNatSchG ausgewiesen. Aufgrund ihres Inventars an Pflanzen- und Insektenarten hat das NSG einen hohen Naturschutzwert. Auch etliche gefährdete Vogelarten profitieren von dem Nahrungsangebot und den Nistmöglichkeiten, die diese kleinteilige Kulturlandschaft bietet. Es brüten in den Hecken Arten wie Dorngrasmücke und Neuntöter.
Im Nordosten des NSG schließt sich im östlich liegenden Landschaftsschutzgebiet das Gesetzlich geschützte Biotop Gehölz-Grünland-Komplex bei Obermarsberg (BK-4519-0141) und mit 4,15 ha Flächengröße an. In diesem Biotop, das optisch nicht von dem Nordteil des NSG unterscheidbar ist, liegt ebenfalls ein eng verzahntes und strukturreiches Mosaik aus Grünland, Trockenrasen-Fragmenten und Gehölzen in steiler, südlich exponierter Hanglage. Im nördlichen Teilbereich sind die Weiden nährstoffreicher und im Gegensatz zu den südlichen, mageren Bereichen deutlich artenärmer. Innerhalb von z. T. undurchdringlichen Gebüschen sind noch kleinflächige Kalkmagerrasen-Fragmente erhalten, die brachgefallen sind und allmählich verbuschen. Das Gebiet stellt wie das NSG durch sein kleinflächiges Mosaik aus Lebensraumtypen ein Rückzugsgebiet für Arten des mageren Grünlands und der Gebüschbesiedler dar.

## Pflanzenarten im NSG
Das Landesamt für Natur, Umwelt und Verbraucherschutz Nordrhein-Westfalen dokumentierte im Schutzgebiet Pflanzenarten wie Acker-Hornkraut, Acker-Witwenblume, Aufgeblasenes Leimkraut, Bachbunge, Beifuß, Berg-Weidenröschen, Besenheide, Blutwurz, Breitblättriger Thymian, Breit-Wegerich, Busch-Windröschen, Dornige Hauhechel, Echte Brunnenkresse, Echte Nelkenwurz, Echte Schlüsselblume, Echte Zaunwinde, Echter Beinwell, Echtes Johanniskraut, Echtes Labkraut, Echtes Mädesüß, Frühlings-Fingerkraut, Frühlings-Hungerblümchen, Fuchssches Greiskraut, Gänseblümchen, Gamander-Ehrenpreis, Gelbes Sonnenröschen, Gefleckte Taubnessel, Gefleckter Aronstab, Geflügelte Braunwurz, Gemeiner Hohlzahn, Gewöhnliche Pestwurz, Gewöhnlicher Feldsalat, Gewöhnlicher Natternkopf, Gewöhnlicher Tüpfelfarn, Gewöhnliches Ferkelkraut, Gras-Sternmiere, Große Fetthenne, Großer Wiesenknopf, Gundermann, Heide-Nelke, Jakobs-Greiskraut, Kleinblütige Königskerze, Kleine Bibernelle, Kleiner Odermennig, Kleiner Wiesenknopf, Kleines Habichtskraut, Kletten-Labkraut, Knolliger Hahnenfuß, Knäuel-Glockenblume, Kohldistel, Kohl-Lauch, Kriechender Hahnenfuß, Körner-Steinbrech, Mauerlattich, Magerwiesen-Margerite, Mittlerer Wegerich, Moschus-Malve, Pastinak, Purpur-Fetthenne, Quellen-Hornkraut, Quendel-Ehrenpreis, Oregano, Rainfarn, Rapunzel-Glockenblume, Rundblättrige Glockenblume, Ruprechtskraut, Scharbockskraut, Scharfer Hahnenfuß, Schlangen-Knöterich, Schmalblättriger Merk, Schmalblättriges Weidenröschen, Spitz-Wegerich, Spitzlappiger Frauenmantel, Sumpf-Storchschnabel, Sumpf-Vergissmeinnicht, Tauben-Skabiose, Wald-Bingelkraut, Wald-Engelwurz, Wald-Erdbeere, Weiße Fetthenne, Weißes Labkraut, Wiesen-Bärenklau, Wiesen-Flockenblume, Wiesen-Kerbel, Wiesen-Kümmel, Wiesen-Labkraut, Wiesen-Platterbse, Wiesen-Schaumkraut, Wiesen-Storchschnabel, Wirbeldost, Zaun-Wicke und Zottiges Weidenröschen.

## Schutzzweck des Naturschutzgebietes
Wie bei allen Naturschutzgebieten in Deutschland wurde in der Schutzausweisung darauf hingewiesen, dass das Gebiet „wegen der Seltenheit, besonderen Eigenart und Schönheit des Gebietes“ zum Naturschutzgebiet wurde. Der Landschaftsplan erläutert den speziellen Schutzzweck wie folgt: „Erhaltung eines struktur- und artenreichen Biotopkomplexes aus unterschiedlich mageren Grünlandflächen mit reicher Feldgehölzstrukturierung und eingestreuten Kalkbuchenwäldchen, auch in seiner Habitatfunktion für etliche gefährdete Pflanzen-, Vogel und Insektenarten; Sicherung der überkommenen Grünlandnutzung auf aufgabegefährdeten Standorten durch Vertragsangebote zur Erhaltung dieses Biotopmosaiks; Ergänzung und Verbindung ähnlich strukturierter Schutzgebietsflächen...“

## Spezielle Naturschutzmaßnahmen
Im Winter 2020/21 war der Landschaftspflegetrupp (LPT) der Biologische Station Hochsauerlandkreis tagelang auf einer Fläche, die der Verein für Natur- und Vogelschutz im Hochsauerlandkreis (VNV) im Bereich des Schwarzenberges angekauft hatte, im Einsatz. Es musste eine Zauntrasse freigestellt und der alte Zaun abgebaut werden. Der die Fläche bewirtschaftende Landwirt hatte nur die flachen Bereiche gemäht, daher verbrachten und verbuschten insbesondere die wertvollen Magerrasenbereiche an einer Hangkante, die nicht gemäht werden konnten. Der LPT musste große umgestürzte Grauerlen aus dem Bereich der Zauntrasse und anderen Bereichen entfernen.
Im Bereich Am Galgenberg wurde 2024 ein wolfsabweisender Zaun gebaut an einer Fläche der Stadt Marsberg direkt an der Kreisstraße 74, damit diese mit Rindern beweidet werden kann. Davor erfolgte eine Handmahd durch Mitglieder des VNV oder den Landschaftspflegetrupp der Biologischen Station Hochsauerlandkreis. Dort wächst die vom Aussterben bedrohte Art Purpur-Sommerwurz. Im Bereich Schwarzenberg erfolgte ebenfalls der Bau eines wolfsabweisenden Zauns auf einer Fläche im Eigentum des VNV. Die Zauntrasse stellte vorher der Landschaftspflegetrupp der Biologischen Station Hochsauerlandkreis frei.